# Puyo Puyo 7
Puyo Puyo 7 (ぷよぷよ7 Puyo Puyo Sebun?) es el séptimo Juego de la serie de Puyo Puyo (sin contar Puyo Puyo! 15th Anniversary) creado por Sega y publicado el 30 de julio de 2009 en la consola de Nintendo DS, en Wii  y PlayStation Portable publicado el 26 de noviembre de 2009.

## Argumento
Una tormenta de Puyos cae en la tierra, inundando toda una secundaria en su estela, Ringo Andou una estudiante es testigo de la inundación de puyos, tiembla hasta que aparece Arle Nadja. Ella le enseña a Ringo como jugar Puyo Puyo y luchar contra los muchos enemigos con su habilidad. Arle pronto se encuentra en peligro y se marcha, Ringo comienza a buscarla, encontrándose con nuevos y viejos Personajes, con una habilidad especial: ella Como todo los demás es capaz de transformarse en una niña o en adulta durante el juego, lo que afecta el tamaño del puyo en el proceso.

## Personajes
En este juego incluyen 5 nuevos personajes los cuales son:
- Ringo Andou( あんどうりんご Andō Ringo ? )

Es la protagonista del juego ella adiferencia de Arle, Amitie y Sig, vive en otro universo, Arle le enseña a como jugar Puyo Puyo cuando una horda de estos inundaron toda la escuela. Su nombre significa Manzana.
- Maguro Sasaki ( ささきまぐろ Sasaki Maguro ? )

Es residente de un Suzuran y es el hijo de un vendedor de pescador, es amigo Ringo, le gusta estar a la moda aunque es bastante raro, su nombre significa Atún.Tiene el cabello púrpura que cubre sus ojos, el siempre lleva un Kendama.
- Risukuma(りすくま Risukuma)

Risukuma es un estudiante mayor en su escuela y un exmiembro del club de ciencias. Hace tres meses, la ciencia de la habitación del club explotó después de que un experimento le saliera mal, ahora está en medio de alquiler club de física.Tiene una cabeza de un oso de peluche su nombre es un acrónimo,  risu significa ardilla y kuma significa oso. 
- Dark Arle( ダークアルル daku Aruru ? )

Es Arle poseída por Ecolo se asemeja a Doppelganger Arle de Puyo Puyo ~ n.
- Ecolo( エコロ Ekoro ? )

El villano del juego es el responsable de inundar todo el mundo con puyos, tiene un signo de interrogación sobre su cabeza, y es capaz de cambiar a los personajes y volverlos oscuros

También aparece 14 personajes del juego anterior:
- Amitie
- Arle Nadja
- Carbuncle
- Draco Centaur
- Feli
- Klug
- Lemres
- Raffine
- Rulue
- Satan
- Schezo Wegey
- Sig
- Skeleton T
- Suketoudara

## Jugabilidad
Hay 5 modos de juegos:
Puyo Puyo Gran Transformación ( ぷよぷよだいへんしん Puyopuyo Daihenshin ? )
El principal juego. Hay dos transformaciones, Mini y Mega. Las transformaciones se refieren al tamaño de la cuadrícula, no es tanto la representación. Al comenzar, el jugador podrá elegir la transformación que desea, ya sea mini, mega o ambas. En caso de elegir ambas, el color del último grupo de puyos reventados determinara la transformación.
Si el último grupo es azul o rojo obtendrás mega, verde o amarillo obtendrás mini, y en caso de ser morado será aleatoria. En caso de romper dos colores a la vez (de distinta transformación), se le dará prioridad al mayor número de puyos, por ejemplo: si rompemos 5 azules y 4 verdes a la vez, entraremos en mega. En caso de ser la misma cantidad, será aleatorio, y si es cualquier color con morado, se ignora este último.
Hay varios modos, entre estos:
- Puyo Puyo Fever ( ぷよぷよフィーバー Puyopuyo FIBA ? ) Utiliza las reglas de Puyo Puyo Fever, las cuales se caracterizan por el modo Fever.
- Puyo Puyo 2 ( ぷよぷよ通 Puyopuyo Tsu ? ) Este modo utiliza las reglas de Puyo Puyo Tsu, incluyendo la capacidad de bloquear. Es el más común.
- Puyo Puyo ( ぷよぷよ Puyopuyo ? ) Este modo es la jugabilidad del original Puyo Puyo. Estas no permiten el bloqueo de basura, a diferencia del modo Puyo Puyo 2.
- Misión Puyo ( なぞぷよ Nazo Puyo ? ) En el modo de misión, el jugador recibe una tarea que deben completar antes de que sus oponentes.

Los tres primeros modos también están disponibles para los juegos multijugador más de Conexión Wi-Fi de Nintendo.

## Parche en inglés
Es un parche que traduce el juego en inglés, creado por Puyo Nexus.